# Matthew Graham
Matthew Graham is een Britse scenarioschrijver, uitvoerend televisieproducent en een van de bedenkers van de sf-politieseries Life on Mars (2006-2007) en Ashes to Ashes (2008-2010) van Kudos Film and Television en BBC One.
Graham begon zijn carrière als schrijver bij de soap EastEnders in 1992, waar hij vijf jaar werkte en aan bijna 40 scripts een bijdrage leverde. Daar leerde hij Ashley Pharoah kennen, met wie hij tevens samenwerkte aan Life on Mars en Ashes to Ashes. In 2006 richtten zij samen de productiemaatschappij Monastic Productions op.
In 1997 won Graham een Writers' Guild of Great Britain Award voor zijn bijdrage aan de dramaserie This Life. In 2007 werd hij genomineerd voor een BAFTA Award in de categorie 'Best Writer' voor Life on Mars en won hij Edgar in de categorie 'Best Television Episode Teleplay' voor het script van de eerste aflevering van Life on Mars.

## Scenario's

### Televisieseries
- 1992-1997 EastEnders
- 1992 Byker Grove (6 afleveringen)
- 1996 Thief Takers
- 1996 This Life (2 afleveringen)
- 1999 The Last Train (4 afleveringen)
- 2000 Reach for the Moon
- 2003 P.O.W. (3 afleveringen)
- 2003 Spooks (1 aflevering)
- 2004-2005 Hustle (2 afleveringen)
- 2006 Doctor Who (1 aflevering)
- 2006-2007 Life on Mars (8 afleveringen)
- 2008 Bonekickers (4 afleveringen)
- 2008-2009 Ashes to Ashes (4 afleveringen)

### Films
- 2000 EastEnders: Return of Nick Cotton
- 2001 The Gentleman Thief
- 2002 Impact
- 2005 Walk Away and I Stumble

## Producent
- 2006-2007 Life on Mars
- 2008 Bonekickers
- 2008-2009 Ashes to Ashes